# Semiothisa spinata
Semiothisa spinata là một loài bướm đêm trong họ Geometridae.